# All I Want (Olivia Rodrigo)
All I Want è un singolo della cantante statunitense Olivia Rodrigo, pubblicato il 26 novembre 2019 come secondo estratto dalla colonna sonora High School Musical: The Musical: The Series. Il brano è stato scritto a due mani dalla stessa cantante, ed è stato prodotto da Matthew Tishler.

## Classifiche
| Classifica (2020-21) | Posizione massima |
| -------------------- | ----------------- |
| Canada               | 83                |
| Irlanda              | 16                |
| Portogallo           | 111               |
| Regno Unito          | 32                |
| Stati Uniti          | 90                |
| Svezia               | 88                |